# دايفيد مونتكمري هارت
دافيد مونتكمري هارت (1927 - 2001) هو مؤرخ وأنتربولوجي أمريكي، ولد عام 1927 بفيلادلفيا - الولايات المتحدة الأمريكية التي استكمل فيها دراسته الجامعية. وتوفي في 22 ماي 2001 عن عمر يناهز 74 عاما ببلدة غاروتشا بالجنوب الإسباني .
لقد أظهر دافيد مند نعومة أظافره ميوله لقراءة كتب التاريخ، وخاصة منها تاريخ الدول المستعمرة بنصب الميم.وبحكم إتقانه للغة الإسبانية قرأ كثيرا عن الريف شمال المغرب الذي كان مستعمرا من طرف إسبانيا آنذاك.أبدى انحيازه إلى الطرف الضعيف مند الوهلة الأولى. بعد أن حصل على منحة دراسية من مؤسسة فورد للبحث فيما وراء البحار، سافر أولا إلى السعودية، ثم بعد ذلك حط رحاله بمدينة طنجة التي تعلم فيها أبجديات اللغة العربية والريفية ليلتحق بميدان العمل بالريف الأوسط.
قضى دافيد هارت مدة طويلة في منطقة الريف شمال المغرب. كانت المرحلة الأولى من بحثه الميداني في أوائل الخمسينات وقد كان عازبا. أما المرحلة الثانية التي امتدت من أواخر الخمسينات إلى بداية الستينات فقد كان مرفوقا بزوجته أورسولا كوك كينغسميل .قام هارت ببحث أنتروبولوجي ضخم يكاد يكون وفريدا في العالم بأكمله في هذا الميدان. وقامت زوجته كذلك بتأليف كتاب عن الحياة اليوميية للنساء الريفيات. عاشا حياة طبيعية بين أحضان الأسر الريفية، وتعلما اللغة الأمازيغية، كما أطلقت عليهم أسماء أمازيغية.

## من مؤلفاته
- كتاب “آيث ورياغر قبيلة من الريف المغربي” (1976) (الترجمة العربية صدرت سنة 2007).
- آيت عطا جنوب المغرب، الحياة اليومية والتاريخ. (1984) - (إصدار دار الشرق الأوسط وشمال أفريقيا للدراسات. كامبريدج. إنجلترا).[1]